# دوره رادیکال

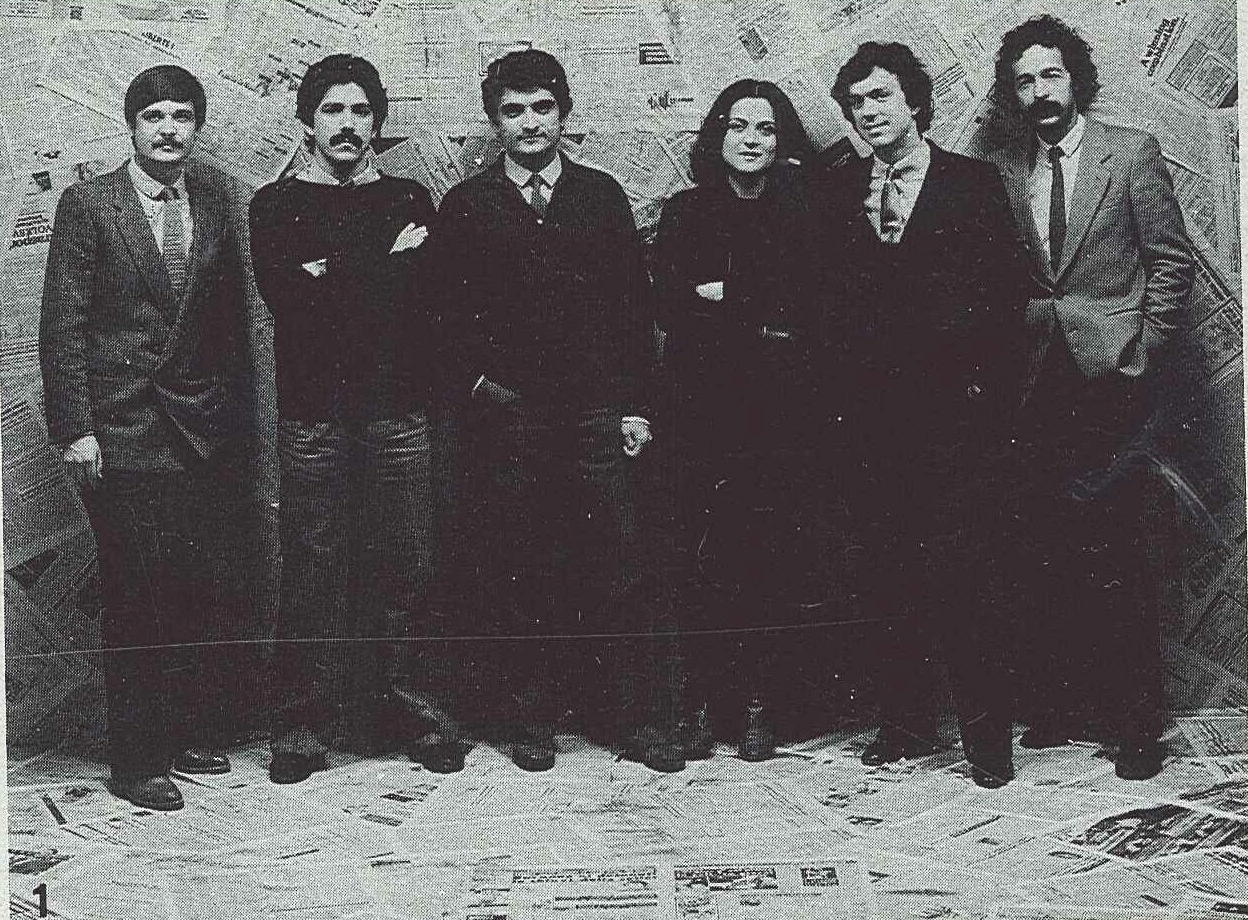
شش معمار اعضای STUDIODADA در سال 1981. (معماران و طراحان ایتالیایی) از چپ به راست: داریو فراری، پائولو فرانچسکو پیوا، مائوریزیو ماگی، آدا آلبرتی، مارکو پیوا و پاتریزیو کورنو

دورهٔ رادیکال (به انگلیسی: Radical Period) در طراحی ایتالیایی، دورهٔ رادیکال در اواخر دههٔ ۱۹۶۰ میلادی با تغییر سبک در میان آوانگاردها اتفاق افتاد. احتمالاً قابل توجه‌ترین نتیجه این دورهٔ آوانگارد اینستالیشنی به نام «سوپرآرکیتکتورا» است که در پیستویا در سال ۱۹۶۶ میلادی ساخته شد. نمایشگاه مهم دیگری که به طراحی رادیکال در ایتالیا اختصاص داشت در سال ۱۹۷۲ میلادی در موزهٔ هنر مدرن («ایتالیا: چشم‌انداز داخلی نوین») برگزار شد.
جنبش طراحی رادیکال شامل بسیاری از هنرمندان، طراحان و معماران از فلورانس، تورین، ناپل، میلان و غیره بود:
- آرکیزوم، سوپراستودیو، اوفو، ۹۹۹۹، ززیگوراتا (فلورانس).
- ال‌آی‌بی‌آی‌دی‌ای‌آرسی‌اچ، استودیو ۶۵، چرتی-دروسی-روسو، پیرو گاتی-چزاره پائولینی-فرانکو تئودورو. علاوه بر این، هنرمندانی چون: پیرو جیلاردی، گوئیدو دروکو، فرانکو ملو (تورین).
- ریکاردو دالیسی (ناپل).
- گروه کاوارت: پیرو برومبین و میکله د لوکی (پادووا).
- گائتانو پشه.
- اوگو لا پیترا (میلان).

یکی دیگر از استودیوهای مهم در میلان قرار داشت و «استودیودادا» نام داشت. اعضای استودیودادا عبارتند از: آدا آلبرتی، داریو فراری، مائوریزیو ماجی، پاتریزیو کورنو، مارکو پیوا و پائولو فرانچسکو پیوا. دیگر متخصصان آن دوره عبارتند از: داوید پالترر، تومو آرا، باتیستا لوراسکی، بپی ماجیوری، آلبرتو بنلی، پینو کالتسانا و غیره.
طراحی رادیکال بر استودیو آلکیمیا و گروه ممفیس تأثیر گذاشت.
علاوه بر این، جنبشی به نام «پست‌مدرنیسم» یا «نئومدرنیسم» توسط الساندرو مندینی، مدیر نشریاتی مانند «کازابلا»، «مودو» و «دوموس» از سال ۱۹۸۰ تا ۱۹۸۵ میلادی رهبری شد. (به ایتالیایی: "L'interno oltre la forma dell'utile") (فضای داخلی پس از فُرم سودمند) در تری‌یناله دی میلانو در سال ۱۹۸۰ میلادی برگزار شد.